# Ribeirão Bonito
Ribeirão Bonito is een gemeente in de Braziliaanse deelstaat São Paulo. De gemeente telt 11.857 inwoners (schatting 2009).

## Aangrenzende gemeenten
De gemeente grenst aan Araraquara, Boa Esperança do Sul, Brotas, Dourado, Ibaté, São Carlos en Trabiju.